# Dürrenroth
Dürrenroth ist eine Einwohnergemeinde im Schweizer Kanton Bern. Sie gehört zum Verwaltungskreis Emmental.

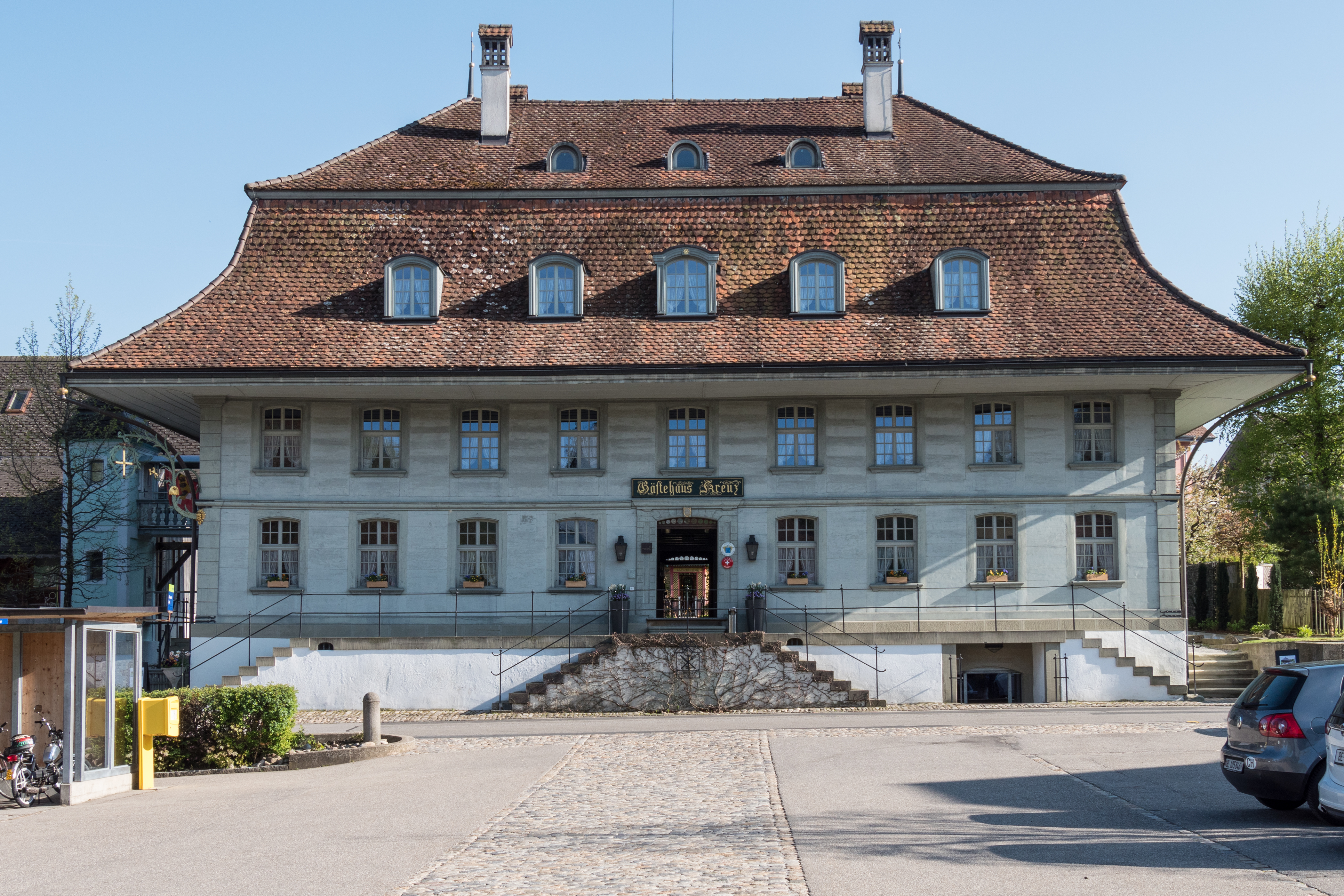
Gasthaus Kreuz

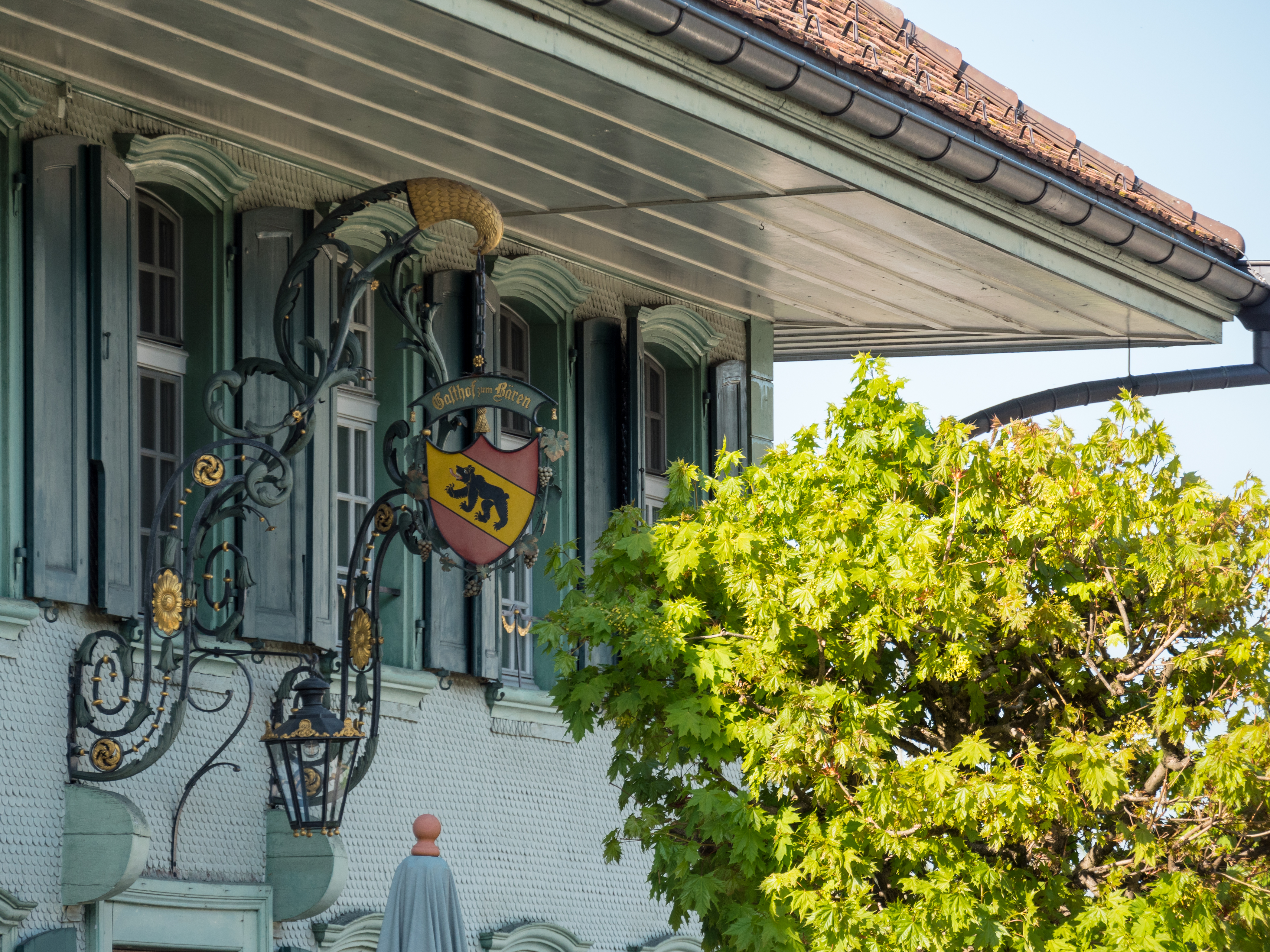
Wirtshausschild des «Gasthofs zum Bären»

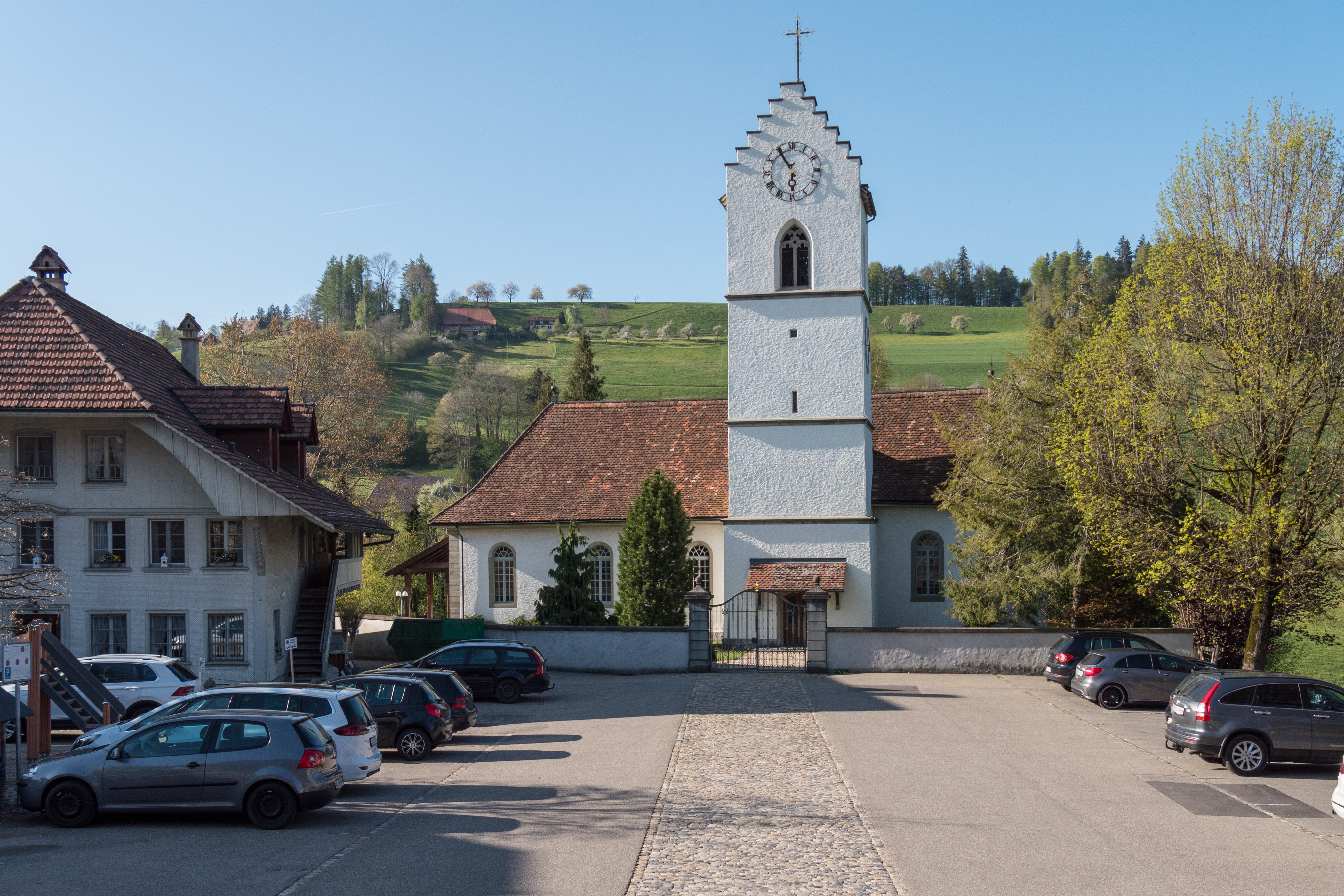
Reformierte Kirche

## Geographie
Die Gemeinde Dürrenroth liegt im Tal des Rotbachs, der dem Dorf auch einen Teil des Namens gegeben hat. Das eigentliche Dorf liegt auf der südlichen Talterrasse. Die drei Weiler Hubberg, Hubbergschachen und Gassen liegen dagegen auf der Nordseite des Tälchens. Wiederum auf der Südseite liegt der Weiler Waltrigen. Zur Gemeinde gehören ferner etliche Einzelhöfe. Das Gemeindegebiet hat eine Fläche von gut 14 Quadratkilometern, auf denen gut 1000 Personen wohnen.

## Bevölkerung

### Entwicklung der Bevölkerungszahl
| Jahr | Einwohner |
| ---- | --------- |
| 1764 | 853       |
| 1850 | 1438      |
| 1900 | 1441      |
| 1950 | 1330      |
| 2000 | 1032      |
| 2012 | 1071      |
| 2023 | 1092      |

### Interpretation
Dürrenroth erlebte in der ersten Hälfte des 19. Jahrhunderts ein starkes Bevölkerungswachstum, das fast zu einer Verdoppelung der Einwohnerzahl in 100 Jahren führte. Hintergrund dieser Entwicklung war das Aufkommen der protoindustriellen Textilindustrie, die vom Oberaargau ausgehend in den ländlichen Gemeinden zu einer starken Ausbreitung der Heimarbeit führte. Die Heimarbeit wurde oft als Nebenerwerb zur Landwirtschaft betrieben. Als die textile Heimarbeit in der zweiten Hälfte des 19. Jahrhunderts als Folge der raschen Mechanisierung in eine tiefe Krise geriet, stagnierte die Bevölkerungszahl. In Dürrenroth konnten sich wegen der peripheren Verkehrslage kaum Industriebetriebe ansiedeln. Im 20. Jahrhundert führte die Abwanderung sogar zu einem erheblichen Rückgang der Bevölkerung, so dass die Bevölkerungszahl heute kaum höher ist als ums Jahr 1800. Eine solche Entwicklung ist fürs Schweizer Mittelland ganz ungewöhnlich, für alpine und voralpine Gebiete der Schweiz dagegen typisch.

## Verkehr

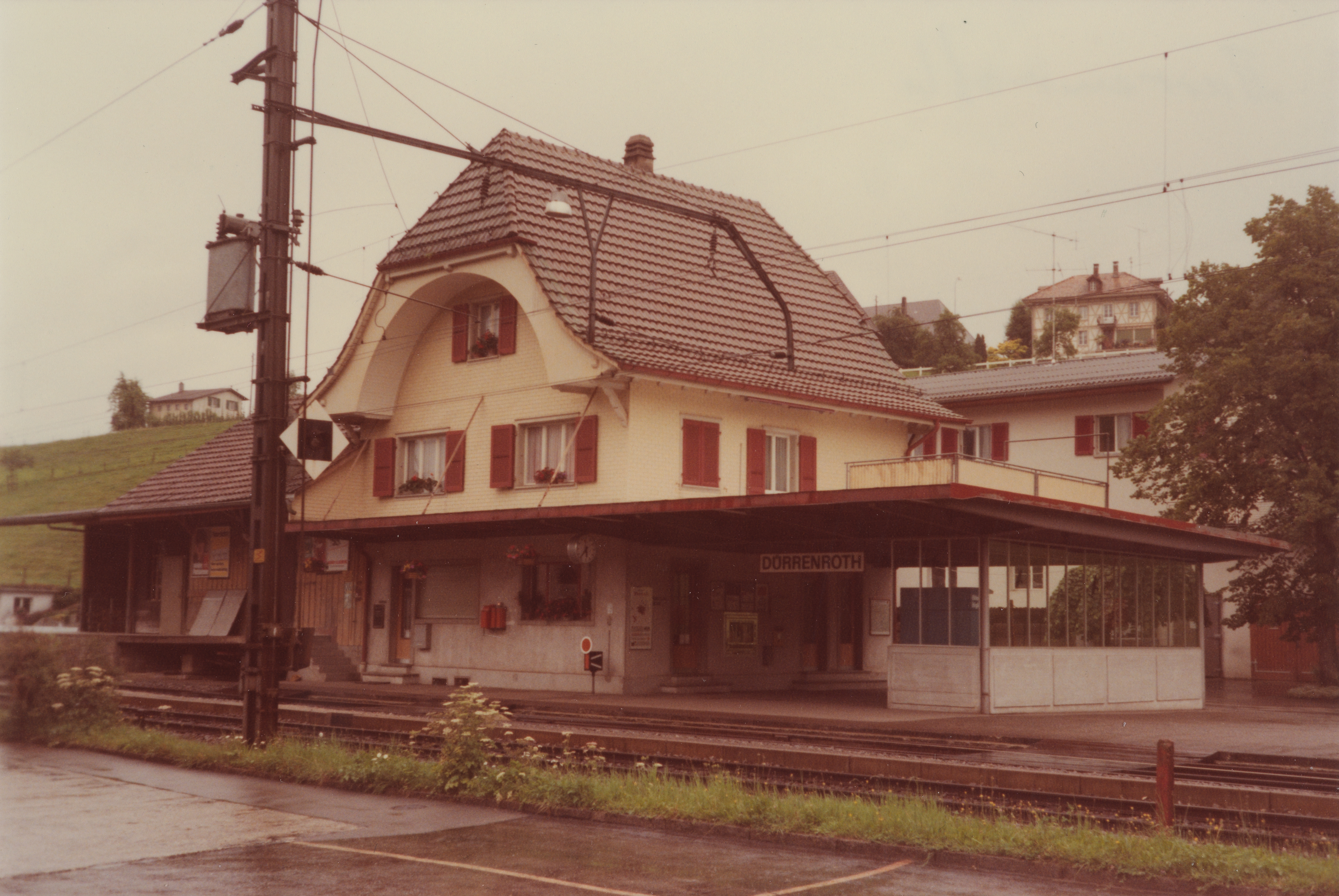
Ehemaliger Bahnhof Dürrenroth (1981)

1875 wurde die Talstrasse gebaut, so dass Dürrenroth aus Richtung Huttwil und Langenthal erheblich besser erreichbar wurde. Die Gemeinde orientierte sich schon seit je verkehrstechnisch stärker Richtung Oberaargau als Richtung Emmental, obwohl Dürrenroth politisch zum Verwaltungskreis Emmental gehört. 1908 wurde die Ramsei-Sumiswald-Huttwil-Bahn eröffnet, wodurch das Dorf auch Anschluss an den öffentlichen Verkehr erhielt.

## Geschichte

### Ersterwähnung, Besiedlung und Herrschaft der Balm
Frühe Bezeugungen des Orts sind Rota (1275) und Durren Rot (1326). Eine noch frühere Erwähnung vermutet Traugott Schiess für 1194 in der Bezeichnung Superioris Rotah («Ober-Roth»); in der so bezeichneten Gegend übertrug damals Freiherr Ulrich von Langenstein vor dem Bischof von Konstanz, Diethelm von Krenkingen, allgemeine Nutzungsrechte an das frisch gegründete Zisterzienserkloster St. Urban. Der Name bedeutet ‘bei dem wenig Wasser führenden, oft ausgetrockneten Rotbach’.
Die Gegend wurde aufgrund ihrer relativen Abgeschiedenheit im Vergleich zu anderen Teilen des Emmentals recht spät, erst im 13. Jahrhundert, besiedelt. Die Herrschaftsverhältnisse vor 1312 sind nicht ganz klar, was nicht nur an fehlenden Quellen, sondern auch an der späten Besiedlung liegen dürfte. Jedenfalls gehörte das Territorium der heutigen Gemeinde Dürrenroth bis 1312 zur Herrschaft des Freiherrengeschlechts der Balm. Diese Adelsfamilie besass im 13. und zu Beginn des 14. Jahrhunderts grössere Ländereien, die im ganzen heutigen schweizerischen Mittelland verstreut lagen.

### Herrschaft des Deutschen Ordens
1308 war die Adelsfamilie Balm bzw. ihr damaliges Oberhaupt Rudolf II. von Balm in die Ermordung Königs Albrecht I. von Habsburg verstrickt. Die genaueren Zusammenhänge sind nicht mehr rekonstruierbar. Jedenfalls wurde in der Folge der ganze Besitz der Balms konfisziert. Die Abwicklung zog sich bis 1312 hin. Das Territorium der heutigen Gemeinde Dürrenroth kam als Folge dieser Vorgänge an den Deutschen Orden, der bis 1431 die Herrschaft über das heutige Dürrenroth ausübte. Letzte, faktisch nur noch auf dem Papier bestehende Rechte des Deutschen Ordens bestanden bis 1698 fort.

### Errichtung der Herrschaft Berns
Ab 1400 geriet der Deutsche Orden in politische und wirtschaftliche Schwierigkeiten, die ihren Ursprung im Baltikum hatten, wo der Orden die grössten Besitzungen besass und zu der Zeit in vielfältige, auch militärische Auseinandersetzungen verstrickt war. Deshalb musste sich der Orden von verschiedenen Herrschaften trennen. So kam Dürrenroth in mehreren Schritten bis 1431 faktisch zu Bern, das damals stark expandierte und sich im 15. Jahrhundert durch zahlreiche Erwerbungen von vormals adeligen Herrschaften zu einem bedeutenden Territorialstaat entwickelte. Die bernische Obrigkeit übte ausserhalb des eigentlichen Stadtgebiets die Herrschaftsrechte meist nur indirekt aus. Im Falle von Dürrenroth hatten die bernische Munizipalstadt Burgdorf einerseits und die grössere und reichere Gemeinde Sumiswald im Süden anderseits die wichtigsten Herrschaftsrechte inne, und zwar Burgdorf insbesondere die Blutgerichtsbarkeit und Sumiswald die Niedere Gerichtsbarkeit. Dies führte dazu, dass Dürrenroth ab jetzt politisch dem Emmental angeschlossen war, obwohl die topographische Lage eher einen Anschluss an den Oberaargau nahegelegt hätte. Der Deutsche Orden konnte gewisse Vorrechte behalten, die aber kaum noch von Bedeutung waren. 1698 kaufte Bern dem Orden diese Rechte auch noch ab, so dass ab dem 18. Jahrhundert Dürrenroth auch de iure vollständig bernisches Untertanengebiet war.

### Von der Reformation 1528 bis zur Helvetik 1798
Die Einführung der Reformation 1528 verlief in Dürrenroth nicht problemlos, weil die Bevölkerung nicht zum neuen Glauben übertreten wollte. Ähnlichen Widerstand bei der Einführung der Reformation ist auch aus anderen peripheren Teilen der bernischen Herrschaft bezeugt, zum Beispiel aus Teilen des Berner Oberlands. Die erwähnte komplizierte Ausgestaltung der Zuständigkeiten in der Herrschaft hat vermutlich das Ganze zusätzlich erschwert. Bern setzte sich aber rigoros durch und erzwang die Einführung des neuen Glaubens. Nach frühneuzeitlicher Auffassung war die Obrigkeit auch für das Seelenheil und damit die Religionszugehörigkeit ihrer Untertanen verantwortlich. Bern verwaltete die ganze Herrschaft Sumiswald, zu der damals auch Dürrenroth zählte, von 1528 bis 1552 direkt, was auf beträchtlichen lokalen Widerwillen gegen die Neuerungen schliessen lässt. Erst danach konnte Sumiswald sich im Rahmen der Niederen Gerichtsbarkeit wieder selbst verwalten. 1701 wurde Sumiswald in den Rang einer Landvogtei erhoben. Der Landvogt von Sumiswald war auch für Dürrenroth zuständig. Diese Verhältnisse blieben bis zum Untergang der Alten Eidgenossenschaft 1798 bestehen.

### Seit 1798
Nach dem turbulenten Zwischenspiel der Helvetik (1798 bis 1803) kam es 1803 zu einer umfassenden territorialen Neugliederung der ganzen heutigen Schweiz. Diese Neugliederung bezweckte einerseits eine radikale Vereinfachung der Zuständigkeiten im Vergleich zur Situation vor 1798, war aber andererseits auch ein Kompromiss im Vergleich zur Helvetik, als die Schweiz zum ersten und einzigen Mal in ihrer Geschichte als zentralistischer Einheitsstaat organisiert war. Dieser Kompromiss wurde ganz autoritär von oben diktiert, nämlich durch die Vertreter des Kaisers Napoleon. Die Schweiz war auch nach 1803 bis zum Ende der napoleonischen Zeit 1813/15 weiterhin ein abhängiger Satellitenstaat Frankreichs, allerdings ab 1803 nicht mehr als zentralistischer Einheitsstaat, sondern als föderalistischer Bundesstaat organisiert. 1803 wurden nicht nur die Kantone (wieder) errichtet, sondern auch die innere Organisation der Kantone festgelegt. Der Kanton Bern wurde in Amtsbezirke gegliedert, die mehrere Gemeinden umfassten und im Wesentlichen einen Gerichtsbezirk bildeten und einem Regierungsstatthalter unterstanden, der die Kantonsregierung vertrat. Die Gegend von Dürrenroth kam zum Amt Trachselwald. Auf Schloss Trachselwald in der gleichnamigen Gemeinde hatten in der Folge das Amtsgericht und der Regierungstatthalter ihren Sitz. Diese Verwaltungsorganisation des Kantons Bern hatte über 200 Jahre, bis zu Beginn des 21. Jahrhunderts, Bestand. Erst die Abschaffung der bernischen Amtsbezirke auf Anfang 2010 änderte diese Gliederung grundlegend. An die Stelle der Amtsbezirke traten Verwaltungsbezirke, die erheblich mehr Gemeinden umfassen als die früheren Amtsbezirke. Dürrenroth wurde dem Verwaltungskreis Emmental zugeteilt. Von der früheren Organisation übernommen wurde die Zuständigkeit der neuen Einheit für die Rechtsprechung (durch ein Regionalgericht), und auch die Regierungsstatthalter überlebten die Reform.

Luftbild (1950)

Im letzten Viertel des 19. Jahrhunderts veranlasste der Kanton Bern die erste vollständige Vermessung des ganzen Kantonsgebiets bis hinunter auf die Ebene aller Grundstücksgrenzen. Hintergrund dieses Mammutvorhabens war die Schaffung eines amtlichen Grundbuches, in dem alle Grundstücksgrenzen exakt verzeichnet waren. Während dichter besiedelte Gebiete schon lange vorher vermessen worden waren, gab es für schwer zugängliche Gebiete, vor allem alpine Regionen und Waldgebiete, damals oft noch keine offizielle Vermessung. Auch die Gemeindegrenzen zwischen Dürrenroth und den weiter östlich liegenden, heute zum Oberaargau gehörenden Gemeinden waren damals noch strittig. Schliesslich fand 1888/89 eine umfassende Grenzbereinigung in diesem Gebiet statt. Seit 1889 sind die Gemeindegrenzen von Dürrenroth nicht mehr verändert worden.

## Wirtschaft
In Dürrenroth leben über 40 Prozent der Erwerbstätigen von der Landwirtschaft, was selbst für Emmentaler Verhältnisse ein sehr hoher Wert ist. Die übrigen Arbeitsplätze bieten Gewerbe und Dienstleister, wobei die Gemeinde keinen einzigen grösseren Arbeitgeber, insbesondere kein Industrieunternehmen, hat. Es gibt in Dürrenroth gut 70 Landwirtschaftsbetriebe, gut 40 Gewerbebetriebe und 10 Dienstleistungsbetriebe (Stand 2015).

## Politik

### Allgemeines
Die Einwohnergemeinde Dürrenroth hat eine für bernische Gemeinden ihrer Grösse typische politische Struktur. Die Legislative ist kein gewähltes Organ, sondern umfasst alle Stimmberechtigten. Diese bilden zunächst die Gemeindeversammlung (GV), die pro Jahr mindestens zweimal tagt. Die GV ist grundsätzlich für alle Sachgeschäfte zuständig, die überhaupt in die Kompetenz der Legislative fallen, d. h., es gibt in Dürrenroth keine kommunalen Abstimmungen an der Urne. Die Wahl des Gemeinderates und des Gemeindepräsidenten erfolgen dagegen an der Urne. Die GV ist wiederum für die Wahl gewisser Kommissionen zuständig.
In Finanzsachen hat die GV für alle Ausgaben ab 200'000 Franken die abschliessende Kompetenz. Bemerkenswert ist die Regelung, dass Ausgaben zwischen 50'000 und 200'000 Franken zwar grundsätzlich in die Kompetenz des Gemeinderates (Exekutive) fallen, dass aber mindestens 5 Prozent der Stimmberechtigten innerhalb von 30 Tagen gegen einen solchen Ausgabenbeschluss des Gemeinderates ein Referendum ergreifen können. In dem Fall entscheidet dann die GV abschliessend über den fraglichen Finanzbeschluss. Ausgaben unter 50'000 Franken fallen in die abschliessende Kompetenz des Gemeinderates. Die Stimmberechtigten haben zudem das Initiativrecht. Für eine Initiative sind 10 Prozent der Stimmberechtigten nötig. Auch über Initiativen entscheidet die GV.
Die Mitglieder des siebenköpfigen Gemeinderates werden an der Urne nach dem Proporzwahlrecht gewählt. Aus dem Kreis der Gewählten wird danach an der Urne nach dem Majorzwahlrecht der Präsident des Gemeinderates gewählt, der unter dem Titel Gemeindepräsident auch die GV leitet. In Dürrenroth kann deshalb nur Gemeindepräsident werden, wer vorher in den Gemeinderat gewählt worden ist. Für die Mitglieder des Gemeinderates gilt eine Amtszeitbeschränkung von 8 Jahren, für den Gemeindepräsidenten von 12 Jahren, wobei dem Präsidenten eine allfällige vorherige Amtszeit als einfaches Gemeinderatsmitglied nicht angerechnet wird.

### Legislatur 2021–2024
Für die Legislatur 2021–2024 fanden im Herbst 2020 keine Wahlen statt, da alle Mitglieder des bisherigen Gemeinderats zu einer weiteren Legislatur bereit waren und keine neuen Kandidaturen eingingen. Als Gemeindepräsident wurde in stiller Wahl der 2016 gewählte Andreas Minder (Freie Wähler) bestätigt.

### Nationale Wahlen
Bei den Nationalratswahlen 2023 betrugen die Wähleranteile in Dürrenroth (in Klammern die Veränderung im Vergleich zu den Wahlen 2019 in Prozentpunkten): SVP 54,94 % (−5,86), Mitte 10,43 % (+1,12), EDU 10,08 % (+2,79), SP 7,83 % (+3,04), glp 4,33 % (+1,59), Grüne 3,71 % (−1,12), EVP 2,82 % (−1,11), FDP 2,00 % (−0,93), Weitere 3,87 % (+0,47).

## Schulen
In Dürrenroth gibt es zwei Schulhäuser, nämlich im Dorf und im Weiler Gassen. Das Schulhaus Dorf geht auf eine lange Tradition zurück, die bis ins 17. Jahrhundert reicht. Das heutige Schulhaus wurde 1873 gebaut, ist aber seither mehrmals baulich stark verändert worden. Das Schulhaus Gassen ist für die Kinder der beiden Dürrenrother Weiler Gassen und Walterswil. Das heutige Gebäude in Gassen wurde 1965 errichtet. Erwähnenswert ist, dass die Schule Gassen eine innerkommunale Autonomie hat, indem die beiden Weiler Gassen und Walterswil eine eigene Schulgemeinde bilden. Dürrenroth besass nie eine Sekundarschule; Kinder, die «die Sek» besuchen wollen, müssen in Huttwil zur Schule gehen.

## Sehenswürdigkeiten
In Dürrenroth gibt es vier Baudenkmäler von nationaler Bedeutung, nämlich einen Bauernhof (die Liegenschaft Feld 93), eine Herrschaftsvilla (die Liegenschaft Gärbihof) sowie die beiden Gasthöfe Gasthof Bären und Gasthof Kreuz.

## Persönlichkeiten
- Erich Hess (* 1981), Politiker (SVP), in Dürrenroth geboren

## Varia
In Dürrenroth steht ein historisches, fast 100 Jahre altes Ferienheim, das Ferienheim Oberwald Dürrenroth, welches im Besitz der Stadt Langenthal ist.